# Episodi de Il supermercato più pazzo del mondo (seconda stagione)
La seconda stagione della serie televisiva Il supermercato più pazzo del mondo è stata trasmessa in anteprima in Canada dalla CTV Television Network tra il 3 ottobre 1986 e il 22 marzo 1987.
| nº | Titolo originale                   | Titolo italiano | Prima TV Canada  | Prima TV Italia |
| -- | ---------------------------------- | --------------- | ---------------- | --------------- |
| 1  | Getting to Know You                |                 | 3 ottobre 1986   |                 |
| 2  | Edna's Phantom Romance             |                 | 10 ottobre 1986  |                 |
| 3  | Buddy Can You Spare a Job?         |                 | 17 ottobre 1986  |                 |
| 4  | Operation Bannister                |                 | 24 ottobre 1986  |                 |
| 5  | The Mis-Matchmaker                 |                 | 31 ottobre 1986  |                 |
| 6  | The Bear Facts                     |                 | 7 novembre 1986  |                 |
| 7  | A Chocolate Chip Off the Old Block |                 | 14 novembre 1986 |                 |
| 8  | Homewrecker Howard                 |                 | 21 novembre 1986 |                 |
| 9  | Don't Take My Job, Please          |                 | 12 dicembre 1986 |                 |
| 10 | Edna Displays Talent               |                 | 19 dicembre 1986 |                 |
| 11 | Short One Jockey                   |                 | 26 dicembre 1986 |                 |
| 12 | High Tech                          |                 | 11 gennaio 1987  |                 |
| 13 | Love and Marriage                  |                 | 18 gennaio 1987  |                 |
| 14 | Let's Get Metaphysical             |                 | 25 gennaio 1987  |                 |
| 15 | Tots 'R' Us                        |                 | 1º febbraio 1987 |                 |
| 16 | The Oddest Couple                  |                 | 8 febbraio 1987  |                 |
| 17 | Chain Reaction                     |                 | 15 febbraio 1987 |                 |
| 18 | My Girl Friday, Saturday, Sunday   |                 | 22 febbraio 1987 |                 |
| 19 | Only God Can Make a Tree           |                 | 1º marzo 1987    |                 |
| 20 | The Son Also Rises                 |                 | 8 marzo 1987     |                 |
| 21 | Here Comes the Bribe               |                 | 15 marzo 1987    |                 |
| 22 | Put Your Best Face Forward         |                 | 22 marzo 1987    |                 |